# Pisaura bobbiliensis
Pisaura bobbiliensis is een spinnensoort in de taxonomische indeling van de kraamwebspinnen (Pisauridae).
Het dier behoort tot het geslacht Pisaura. De wetenschappelijke naam van de soort werd voor het eerst geldig gepubliceerd in 1993 door C. Adinarayana Reddy & Patel.